# Calepina irregularis
Espèce
Calepina irregularis, nom français calépine ou calépine irrégulière ou calépine de Corvin, est une espèce de plantes herbacées annuelle de la famille des Brassicaceae, à petites fleurs blanches.

## Étymologie
Le nom générique Calepina a été créé par Michel Adanson et dérive peut-être du grec chalepaino, déjà utilisé par le naturaliste grec Théophraste (-371, -288). L'épithète spécifique vient du latin  irregularis « irrégulier » en raison de la différence des feuilles basales et caulinaires.

## Description

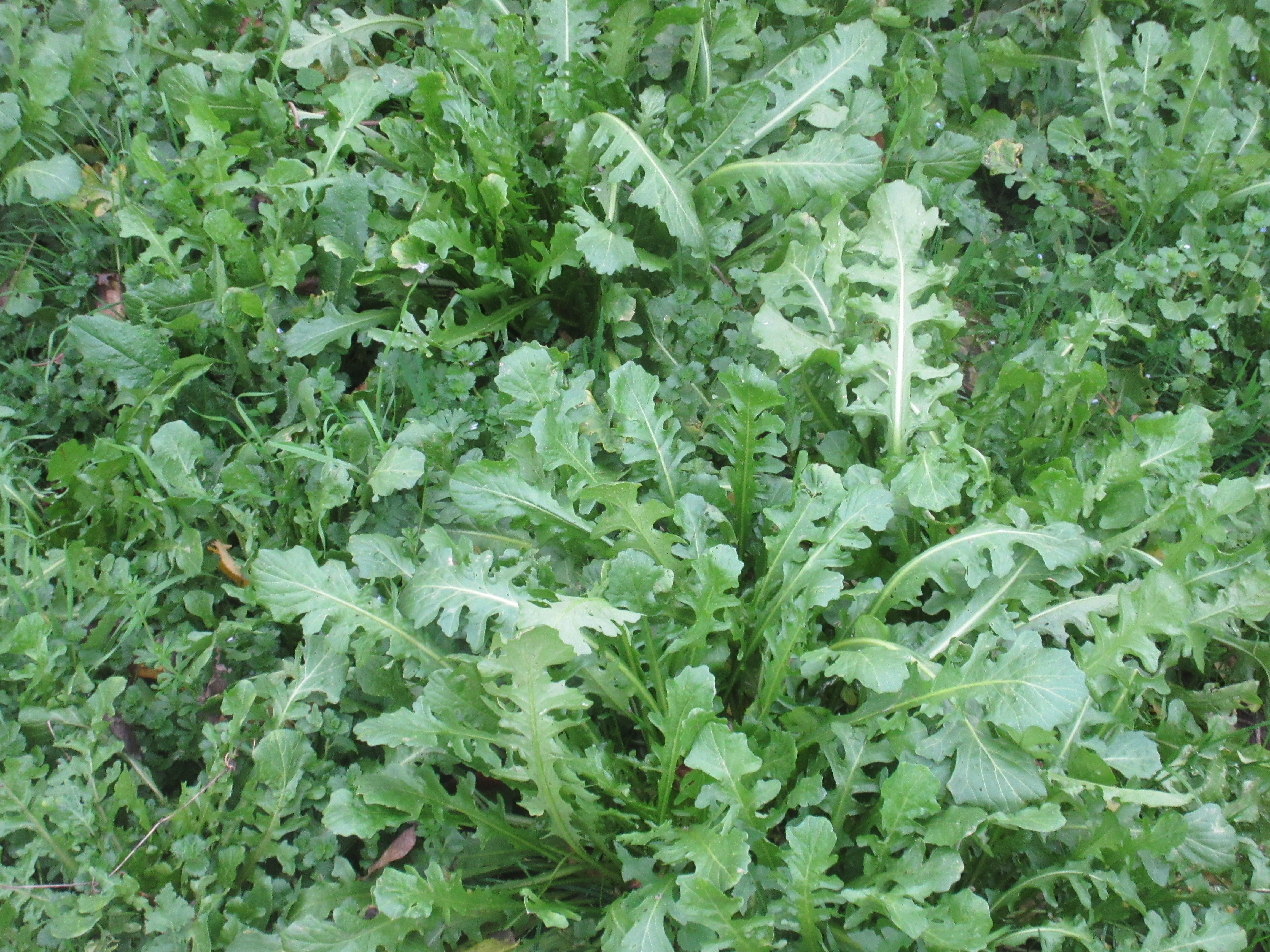
Calépine de Corvin, feuilles en rosette basale avant floraison, spécimen vigoureux.

La calépine est une plante annuelle, glabre, légèrement glauque. Ses tiges de 30-60 cm de long, sont étalées à ascendantes.
Les feuilles basales sont disposées en rosette, lyrées ou sinuées. Les feuilles caulinaires (le long de la tige) sont oblongues, entières ou dentées, embrassantes-auriculées.
Les fleurs blanches sont petites de 2-4 mm. Elles comportent 4 sépales dressées, égaux à la base, et 4 pétales blancs, les 2 extérieurs un peu plus grands. Le style est court, épais et conique. La floraison se déroule d'avril à juin.
La grappe fructifère est allongée et étroite. Le fruit est une petite silicule, ovoïde-globuleuse, ridée en réseau, indéhiscente, entièrement remplie par 1 graine.

## Distribution
La calépine croît dans une grande partie de la France : Ouest, Sud-Ouest, et Midi au sens large. Elle s'est naturalisée dans le Bassin parisien, l'Est et le Nord-Est.
Elle pousse dans les lieux incultes ou cultivés, dans les friches eutrophiles.